# Häver
Häver est un quartier de la commune de Kirchlengern, dans le land de Rhénanie-du-Nord-Westphalie en Allemagne. Elle avait 1 895 habitants au recensement du  1er janvier 2007.